# Bouro (Cassou)
Pour les articles homonymes, voir Bouro.
Bouro est une commune rurale située dans le département de Cassou de la province du Ziro dans la région du Centre-Ouest au Burkina Faso.